# Laurence Roy
 (novembre 2016).
Si vous disposez d'ouvrages ou d'articles de référence ou si vous connaissez des sites web de qualité traitant du thème abordé ici, merci de compléter l'article en donnant les références utiles à sa vérifiabilité et en les liant à la section « Notes et références ».
Pour les articles homonymes, voir Roy.
Laurence Roy, née le 6 juin 1949 à Fontenay-le-Comte en Vendée, est une comédienne française formée au Conservatoire national supérieur d'art dramatique dans la classe d'Antoine Vitez. Elle débute au théâtre avec Daniel Mesguich et avec la troupe de Stuart Seide.

## Filmographie
- 1976 : Dommage qu'elle soit une putain de Gérard Vergez
- 1977 : Andromaque ou l'irréparable (leçon de théâtre Antoine Vitez)
- 1980 : Mon oncle d'Amérique d'Alain Resnais
- 1989 : Condorcet de Michel Soutter : Olympes de Gouges
- 1992 : La Femme et le Pantin de Mario Camus : Françoise (France 2)
- 1995 : Le Péril jeune de Cédric Klapisch : la mère de Bruno
- 2005 : Les Amants du Flore d’Ilan Duran Cohen : Madame Cornelou (Arte et France 3)
- 2006 : Du jour au lendemain de Philippe Le Guay : la femme Cremer
- 2006 : Le Pressentiment de Jean-Pierre Darroussin : Édith Benesteau
- 2007 : L'enfant borne de Pascal Mieszala, court métrage, Arte et festivals
- 2008 : Avocats et Associés d’Alexandre Pidoux : Madame Pasternac (France 2)
- 2009 : Engrenages, saison 3, réalisé par Jean-Marc Brondolo, Canal+
- 2009 : Frères de Virginie Sauveur : Irène Demange (France 2)
- 2011 : Frères de Virginie Sauveur : Irène Demange (France 2)
- 2012 : Trois mondes de Catherine Corsini
- 2015 : Meurtres à l'île d'Yeu de François Guérin : Nicole Beaulieu
- 2014 : Bleu catacombes de Charlotte Brandström (TV)
- 2018 : Grâce à Dieu de François Ozon : mère d'Alexandre
- 2019 : Les Éblouis de Sarah Suco
- 2023 : Nouveaux Meurtres à Saint-Malo de  Lionel Bailliu : Marie de Kermanlec

## Théâtre
- 1972 : Le Château de Franz Kafka, mise en scène Daniel Mesguich, espace Cardin Paris
- 1973 : Le Prince travesti de Marivaux, mise en scène Daniel Mesguich,
- 1974 : Troïlus et Cressida de William Shakespeare, mise en scène Stuart Seide, Théâtre de l'École Normale Supérieure, TNP
- 1975 : Dommage qu'elle soit une putain de John Ford, mise en scène Stuart Seide, Théâtre des Quartiers d'Ivry, Théâtre des Amandiers
- 1976 : Mesure pour mesure de William Shakespeare, mise en scène Stuart Seide, Théâtre de la Tempête
- 1976 : La vie est un songe de Calderon, mise en scène Stuart Seide, Théâtre de la Tempête
- 1977 : Iphigénie hôtel de Michel Vinaver, mise en scène Antoine Vitez, Théâtre des Quartiers d'Ivry
- 1978 : Et pourtant, ce silence ne pouvait être vide de Jean Magnan, mise en scène Robert Gironès, Festival d'Avignon
- 1978 : Nina c'est autre chose de Michel Vinaver, mise en scène Jacques Lassalle, Théâtre de l'Est parisien
- 1978 : Moby Dick d'après Herman Melville, mise en scène Stuart Seide, Théâtre de la Tempête
- 1979 : Et pourtant, ce silence ne pouvait être vide de Jean Magnan, mise en scène Robert Gironès, Théâtre du Huitième, Théâtre de Gennevilliers
- 1979 : L'Échange de Paul Claudel, mise en scène Alain Ollivier, Théâtre de Gennevilliers
- 1979 : Un cœur simple de Gustave Flaubert, mise en scène Antoine Vitez, Festival du Jeune Théâtre d'Alès, Théâtre des Quartiers d'Ivry
- 1980 : Le deuil sied à Électre d'Eugene O'Neill, mise en scène Stuart Seide, Théâtre des Quartiers d'Ivry
- 1980 : Du côté des îles de Pierre Laville, mise en scène Jacques Rosner, Théâtre national de l'Odéon
- 1981 : Andromaque de Racine, mise en scène Stuart Seide, Festival d'Avignon, Festival du Jeune Théâtre d'Alès
- 1982 : Le Songe d’une nuit d’été de William Shakespeare, mise en scène Stuart Seide, Théâtre national de Chaillot
- 1984 : Le Retour d'Harold Pinter, mise en scène Stuart Seide, Théâtre de l'Athénée-Louis-Jouvet
- 1984 : Still life d'Emily Mann, mise en scène Jean-Claude Fall, Festival d'Avignon
- 1984 : Le Mal du pays de Jacques-Pierre Amette, mise en scène Stuart Seide, Théâtre national de l'Odéon
- 1984 : L'Otage de Paul Claudel, mise en scène Maurice Attias, Comédie de Reims
- 1985 : Still life d'Emily Mann, mise en scène Jean-Claude Fall, Théâtre de la Bastille, Nouveau théâtre de Nice
- 1985 : Le Chandelier d'Alfred de Musset, mise en scène Hervé Loichemol, Théâtre Vidy-Lausanne
- 1987 : Vera Baxter ou les Plages de l'Atlantique de Marguerite Duras, mise en scène Jean-Claude Amyl, Théâtre de la Criée, Théâtre 14 Jean-Marie Serreau
- 1988 : Le Misanthrope de Molière, mise en scène Antoine Vitez, Théâtre national de Chaillot
- 1988 : Anacaona de Jean Métellus, mise en scène Antoine Vitez, Théâtre national de Chaillot
- 1988 : Jock de Jean-Louis Bourdon, mise en scène Marcel Maréchal, Théâtre 13, Théâtre de la Criée
- 1988 : Dom Juan de Molière, mise en scène Marcel Maréchal, Théâtre La Criée
- 1989 : Dom Juan de Molière, mise en scène Marcel Maréchal, MC93 Bobigny
- 1989 : Le Prix du soleil d'Agnès Mallet, mise en scène Gilles Gleizes, Théâtre de la Salamandre
- 1989 : Le Fusil de chasse d'après Yasushi Inoue, mise en scène Stuart Seide, Théâtre 13
- 1991 : Il marche de Christian Rullier, mise en scène Jacques Kraemer, Théâtre Renaud-Barrault
- 1991 : Annabelle et Zina de Christian Rullier, mise en scène Jacques Kraemer, Théâtre Renaud-Barrault, Théâtre national de Strasbourg
- 1992 : Été et fumée de Tennessee Williams, mise en scène Gilles Gleizes, Théâtre de Rungis
- 1993 : Munich-Athènes de Lars Norén, mise en scène Claudia Stavisky, Théâtre des Carmes
- 1994 : La Ménagerie de verre de Tennessee Williams, mise en scène Élisabeth Chailloux, Théâtre des Quartiers d'Ivry, Nouveau théâtre d'Angers
- 1994 : Entretiens de Thomas Bernhard avec Krista Fleischman, mise en scène Aurélien Recoing et Laurence Roy, Festival du Jeune Théâtre d'Alès, Festival d'Avignon
- 1995 : Médée de Sénèque, mise en scène Gilles Gleizes, Théâtre de la Tempête
- 1995 : Les Troyennes et Agamemnon de Sénèque, Théâtre des Quartiers d'Ivry, Festival de Marseille, tournée
- 1996 : Hercule furieux et Hercule sur l'Oeta de Sénèque, mise en scène Jean-Claude Fall, Théâtre Gérard Philipe
- 1996 : Hamlet de William Shakespeare, mise en scène Philippe Adrien, Théâtre de la Tempête
- 1997 : Emmanuel Kant Comédie de Thomas Bernhard, mise en scène Jean-Louis Martinelli, Théâtre national de Strasbourg
- 1998 : Œdipe de Sénèque, mise en scène Jean-Claude Fall, Opéra Comédie
- 1999 : Roméo et Juliette de William Shakespeare, mise en scène Stuart Seide, Théâtre du Nord, Théâtre Nanterre-Amandiers
- 2000 : Auprès de la mer intérieure d'Edward Bond, mise en scène Stuart Seide, Théâtre du Nord
- 2001 : William Pig, le cochon qui avait lu Shakespeare de Christine Blondel, mise en scène David Géry, Comédie de Picardie, Le Phénix
- 2001 : Auprès de la mer intérieure d'Edward Bond, mise en scène Stuart Seide, Théâtre de Gennevilliers
- 2003 : Andromaque de Racine, mise en scène Jean-Louis Martinelli, Théâtre Nanterre-Amandiers
- 2004 : La Ronde d'Arthur Schnitzler, mise en scène Frédéric Bélier-Garcia, La Criée, Théâtre national de Nice
- 2005 : Marcia Hesse de Fabrice Melquiot, mise en scène Emmanuel Demarcy-Mota, Comédie de Reims, Théâtre des Abbesses
- 2007 : L'Architecte de David Greig, mise en scène Matthew Jocelyn, Théâtre de la Manufacture
- 2007 : La Cruche cassée de Heinrich von Kleist, mise en scène Frédéric Bélier-Garcia, Nouveau théâtre d'Angers, La Criée, Théâtre de l'Union, Théâtre de la Commune, tournée
- 2008 : Solos de Philippe Minyana, mise en espace de l'auteur, Comédie de Reims
- 2008 : Les Années d'Annie Ernaux, mise en scène Alain Libolt et Laurence Roy, Comédie de Reims
- 2008 : Opération Cousine de Gérard Pinter, mise en scène Gérard Pinter et Dominique Deschamps, Théâtre Fontaine
- 2008 : Lorenzaccio d'Alfred de Musset, mise en scène Claudia Stavisky, Théâtre des Célestins
- 2010 : Les Acteurs de bonne foi de Marivaux, mise en scène Jean-Pierre Vincent, Théâtre Nanterre-Amandiers, Théâtre Dijon Bourgogne, Théâtre national de Strasbourg
- 2011 : Les Acteurs de bonne foi de Marivaux, mise en scène Jean-Pierre Vincent, Théâtre des Célestins, Comédie de Reims, TNBA, Théâtre national de Bretagne, tournée
- 2011 : Les Criminels de Ferdinand Bruckner, mise en scène Richard Brunel, Comédie de Valence, Théâtre des Célestins à Lyon
- 2012 :  Victor ou les enfants au pouvoir de Roger Vitrac, mise en scène d'Emmanuel Demarcy-Mota, Théâtre de la Ville à Paris
- 2016 : Le Quat'sous d'après Annie Ernaux, adaptation de Laurence Cordier et David D'Aquaro, mise en scène de Laurence Cordier, Théâtre national de Bordeaux en Aquitaine
- 2017 : Les Caprices de Marianne d'Alfred de Musset, mise en scène Bélier-Garcia
- 2018-2019 : Les Reines de Normand Chaurette mise en scène Elisabeth Chailloux. Manufacture des Œillets
- 2019-2020 : Splendeur d'Abi Morgan, mise en scène Delphine Salkin Théâtre de Sénart, théâtre 71 et tournée
- 2021-2022 : Dans la fumée des joints de ma mère de Christine Citti, mise en scène Jean-Louis Martinelli, TGP-Tours[1]
- 2021-22-23 : Danse « Delhi », texte de Ivan Viripaev traduit par Tania Moguilevskaia et Gilles Morel, mise en scène Gaëlle, TGP - La Criée, Marseille

## Enseignement
En parallèle, depuis 1991, elle dirige des ateliers d’élèves dans plusieurs écoles nationales :
- le Théâtre national de Strasbourg,
- le Conservatoire national supérieur d'art dramatique de Paris,
- le Théâtre national de Bretagne,
- le conservatoire de Montpellier,
- la Comédie de Reims,
- la classe de khâgne du Lycée Lakanal (collaboration avec Bertrand Chauvet)